# آلباتروس دودی

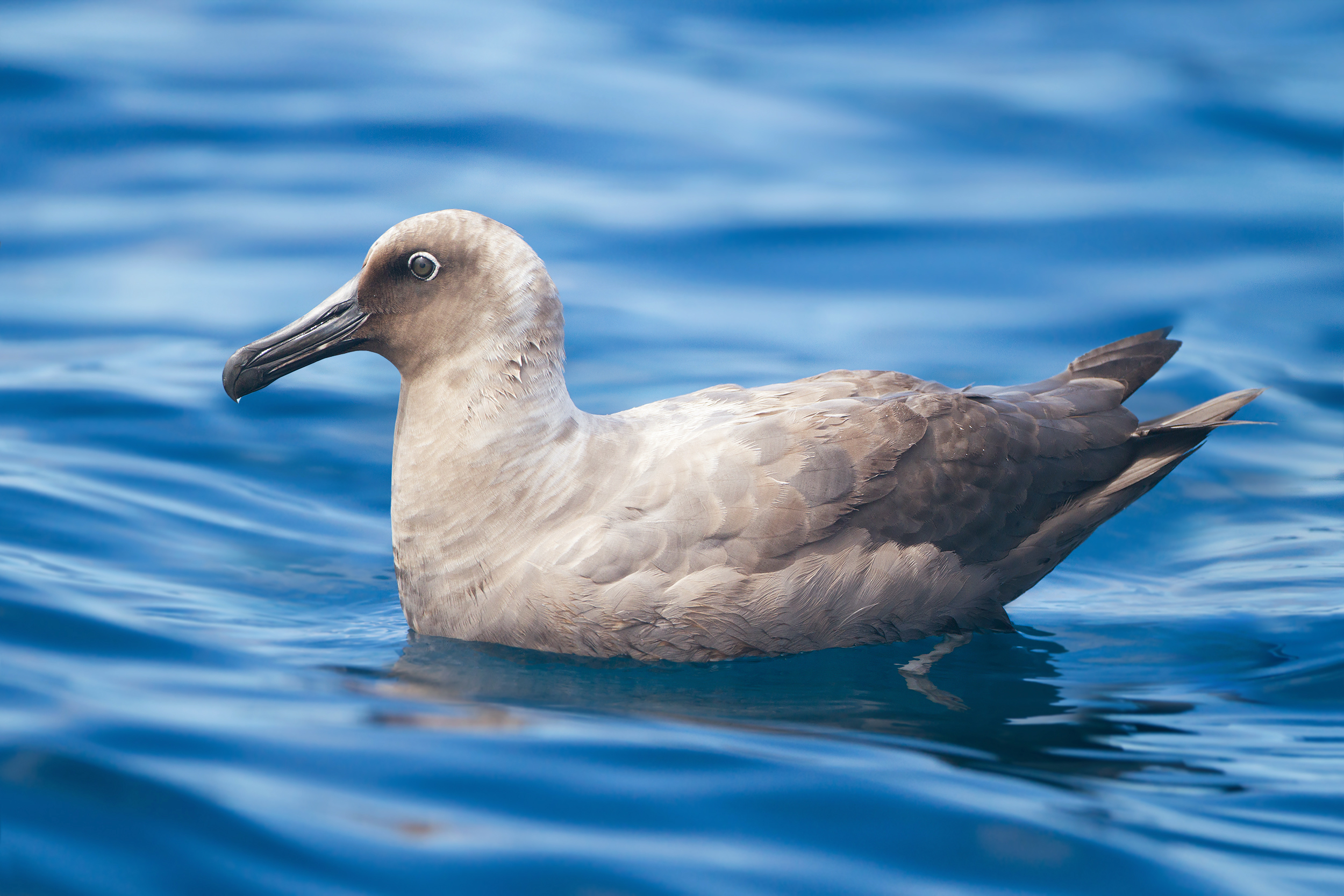
Immature

آلباتروس دودی یا مرغ توفان دوده‌ای تیره (نام علمی: Phoebetria fusca) نام یک گونه از سرده آلباتروس دوده‌رنگ است که کوچک و خاکستری تیرهٔ مایل به سیاه است و پاهای رنگ‌پریدهٔ مایل به سفید دارد